# Pseudoacontias
Pseudoacontias es un género de lagartos perteneciente a la familia Scincidae. Son endémicos de Madagascar.

## Especies
Según The Reptile Database:
- Pseudoacontias angelorum Nussbaum & Raxworthy, 1995
- Pseudoacontias madagascariensis Bocage, 1889
- Pseudoacontias menamainty Andreone & Greer, 2002
- Pseudoacontias unicolor Sakata & Hikida, 2003